# Pinocchio (film fra 2022)
 For alternative betydninger, se Pinocchio (flertydig). (Se også artikler, som begynder med Pinocchio)
Pinocchio er en amerikansk familiefilm fra 2022. Filmen er instrueret af Robert Zemeckis, der også har skrevet manuskriptet sammen med Chris Weitz. Det er en genindspilning af filmen fra 1940 af samme navn, som igen er baseret på den italienske bog fra 1883, The Adventures of Pinocchio af Carlo Collodi.
Filmen havde premiere på streamingtjenesten Disney+ den 8. september 2022.